# Lovex
Lovex är en finsk rockgrupp, och deras mest kända låt är troligen Guardian Angel.
År 2007 var de med i finska uttagningen till Eurovision Song Contest (Euroviisut) och kom trea, efter Hanna Pakarinens låt Leave Me Alone. Lovex låt i uttagningen hette Anyone, Anymore. Medlemmarna i Lovex kommer från och bor i den finska staden Tammerfors förutom Julian Drain som kommer från staden Ikalis.

## Medlemmar
- Theon - Sång
- Vivian Sin'Amor - Gitarr
- Sammy Black - Gitarr
- Jason - Bas
- Christian - Keyboard
- Julian Drain - Trummor

## Diskografi
- 2007 - Divine Insanity
- 2008 - Pretend or Surrender
- 2011 - Watch Out!

## Födelseår
- Vivian Sin'amor 8.9.1981
- Theon           26.7.1982
- Sammy Black     1.1.1982
- Christian       19.8.1983
- Jason           7.5.1982
- Julian Drain    11.3.1988